# 훼르자
훼르자(Fuerza)는 대한민국의 스포츠 용품 브랜드이자 기업 이름이다.

## 스폰서

### 축구

#### 클럽
- 전북 현대 모터스 (1996)